# Anomalochrysa soror
Anomalochrysa soror är en insektsart som beskrevs av Perkins in Sharp 1899. Anomalochrysa soror ingår i släktet Anomalochrysa och familjen guldögonsländor. Inga underarter finns listade i Catalogue of Life.